# کازارانو
کازارانو (به ایتالیایی: Casarano) یک کومونه در ایتالیا است که در استان لچه واقع شده‌است.

## خصوصیات
کازارانو ۳۸ کیلومترمربع مساحت و ۲۱٬۵۵۴ نفر جمعیت دارد و ۱۰۹ متر بالاتر از سطح دریا واقع شده‌است.

## خواهرخوانده
شهرهای شارلروآ و مانوپلو خواهرخوانده‌های کازارانو هستند.